# The Luck of the Irish (1920)
The Luck of the Irish is een Amerikaanse dramafilm uit 1920 onder regie van Allan Dwan.

## Verhaal
William Grogan is een New Yorkse loodgieter van Ierse komaf. Hij ziet de buitenwereld alleen maar door het kelderraam van zijn loodgieterij. Op een dag wordt hij verliefd op een mooi paar voeten. Die voeten behoren toe aan Ruth Warren, een onderwijzeres die verloofd is met de liederlijke vrouwengek Norton Colburton. Ze staat op het punt om met hem te trouwen, maar ze bedenkt zich op de valreep. Daarna maakt ze tijdens een boottochtje kennis met Grogan, die haar voeten herkent en gelijk verliefd wordt op haar. Colburton geeft zich niet meteen gewonnen.

## Rolverdeling
| Acteur                 | Personage        |
| ---------------------- | ---------------- |
| James Kirkwood         | William Grogan   |
| Anna Q. Nilsson        | Ruth Warren      |
| Harry Northrup         | Richard Camden   |
| Ward Crane             | Norton Colburton |
| Ernest Butterworth jr. | Jongen           |
| Gertrude Messinger     | Vriendinnetje    |
| Rose Dione             | Maleise vrouw    |
| Louise Lester          | Huisbazin        |